# Головная боль
Головна́я боль (цефалгия) — боль, возникающая в области головы выше линии, которая соединяет наружный угол глаза, наружный слуховой проход и первый шейный позвонок (орбитомеатальная линия). Такое разделение принято для различения от лицевой и шейной боли.
Цефалголог (от др.-греч. κεφαλή — «голова» и ἄλγος — «боль») — врач-невролог, специализирующийся на диагностике и лечении различных видов головной боли.

## Историческая справка

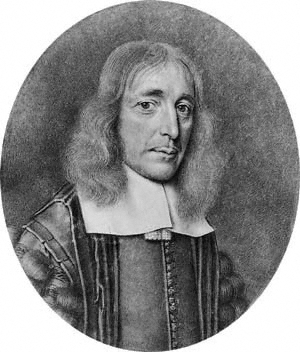
Томас Уиллис

Отдельные упоминания о головной боли появились более 5000 лет назад. В XIX—XVI вв. до н.э. в вавилонской литературе найдены описания приступов, которые сравнивали со вспышкой молнии. «Болезнь половины головы» с рвотой описана в папирусе Эберса. В книге «Цжичжуан» 581 года до н.э. изложено лечение методом «чжень-цзю—терапии» (иглоукалывание и прижигание). Геродот писал, что в Древнем Египте среди жрецов были такие, кто специализировался только на головной боли. Гиппократ в «Афоризмах» представил виды головной боли и описал симптомы мигрени. Аретей Каппадокийский в книге «Об острых и хронических заболеваниях» описал 3 вида головной боли. Термин «гемикрания» был введён Галеном. Первая классификация под названием «De Cephalalgia» была разработана Томасом Уиллисом в 1672 году. В 1787 году Кристиан Баур разделял идиопатические (первичные) и симптоматические (вторичные) боли и 84 категории головных болей. В конце XIX века в книге «О мигренозных головных болях и других сходных заболеваниях» Эдварда Ливинга показано отличие мигрени от других головных болей. Симптомы кластерной головной боли описаны Харрисом и Ридером в 1920-х годах, в 1939 году Хортон расценил её как эритромелалгию, затем - как гистаминовую головную боль, которую позднее назвали синдром Хортона; впервые на сходство этих состояний указал Экбом в 1947 году, а с 1952 года по предложению Кункеля заболевание называлось «кластерная цефалгия».
В 1962 году Комитет головной боли в Национальном институте заболеваний нервной системы США ввёл новое определение головной боли и разработал классификацию цефалгий и прозопалгий, использовавшуюся в течение 26 лет. В 1988 году Международный классификационный комитет головной боли вводит в практику новую классификацию головных и лицевых болей. В 2018 г. Классификационным комитетом Международного общества головной боли представлено 3-е издание классификации головных болей  — МКГБ-3, полный перевод которого на русский язык был опубликован Российским обществом по изучению головной боли в 2023 году.

## Классификация МКГБ-3[8]

### I. Первичные головные боли

#### 1. Мигрень
1. Мигрень без ауры
2. Мигрень с аурой
3. Мигрень с типичной аурой
4. Типичная аура с головной болью
5. Типичная аура без головной боли
6. Мигрень со стволовой аурой
7. Гемиплегическая мигрень
8. Семейная гемиплегическая мигрень, тип 1 (СГМ1)
9. Семейная гемиплегическая мигрень, тип 2 (СГМ2)
10. Семейная гемиплегическая мигрень, тип 3 (СГМ3)
11. СГМ (с мутациями в других локусах)
12. Спорадическая гемиплегическая мигрень
13. Ретинальная мигрень
14. Хроническая мигрень

Осложнения мигрени:
1. Мигренозный статус
2. Персистирующая аура без инфаркта
3. Мигренозный инфаркт
4. Эпилептический припадок, вызванный мигренозной аурой

[Сомнительные случаи]:
1. Возможная мигрень
2. Возможная мигрень без ауры
3. Возможная мигрень с аурой

Эпизодические синдромы, которые могут сочетаться с мигренью:
1. Повторяющиеся желудочно-кишечные нарушения
2. Синдром циклической рвоты
3. Абдоминальная мигрень
4. Доброкачественное пароксизмальное головокружение
5. Доброкачественная пароксизмальная кривошея

#### 2.Головная боль напряжения
1. Нечастая эпизодическая ГБН
1. сочетающаяся с напряжением перикраниальных мышц
2. не сочетающаяся с напряжением перикраниальных мышц

2. Частая эпизодическая ГБН
1. сочетающаяся с напряжением перикраниальных мышц
2. не сочетающаяся с напряжением перикраниальных мышц

3. Хроническая ГБН
1. сочетающаяся с напряжением перикраниальных мышц
2. не сочетающаяся с напряжением перикраниальных мышц

[Сомнительные случаи]:
1. Возможная ГБН
2. Возможная нечастая ГБН
3. Возможная частая ГБН
4. Возможная хроническая ГБН

#### 3. Пучковая (кластерная) головная боль и другие тригеминальные вегетативные (автономные) цефалгии
1. Кластерная головная боль:
1. Эпизодическая кластерная головная боль
2. Хроническая кластерная головная боль

2. Пароксизмальная гемикрания:
1. Эпизодическая пароксизмальная гемикрания
2. Хроническая пароксизмальная гемикрания

3. Кратковременные односторонние невралгические приступы головной боли (КОНГБ)

4. Кратковременные односторонние невралгические головные боли с инъецированием конъюнктивы и слезотечением (англ. Short-lasting Unilateral Neuralgiform headache attacks with Conjunctival injection and Tearing, SUNCT):
1. Эпизодические SUNCT
2. Хронические SUNCT

5. Кратковременные односторонние невралгические приступы головной боли с краниальными вегетативными симптомами (англ. Short-lasting unilateral neuralgiform headache attacks with cranial autonomic symptoms, SUNA):
1. Эпизодические SUNA
2. Хронические SUNA

6. Гемикрания континуа:
1. Гемикрания континуа, ремиттирующий подтип
2. Гемикрания континуа, неремиттирующий подтип

[Сомнительные случаи]:
1. Возможная тригеминальная вегетативная цефалгия
2. Возможная КГБ
3. Возможная пароксизмальная гемикрания
4. Возможные SUNCT
5. Возможная гемикрания континуа

#### 4. Другие первичные головные боли
1. Первичная кашлевая головная боль

2. Первичная головная боль при физическом напряжении

3. Основная головная боль, связанная с сексуальной деятельностью

4. Первичная громоподобная головная боль

5. Головная боль, связанная с холодовыми стимулами:
1. Головная боль, связанная с воздействием внешних холодовых стимулов
2. Головная боль, связанная с приемом внутрь или вдыханием холодовых стимулов

6. Головная боль, связанная с внешним давлением:
1. Головная боль от внешнего сдавления головы
2. Головная боль от внешнего натяжения

7. Первичная колющая головная боль

8. Монетовидная головная боль

9. Гипническая головная боль

10. Новая ежедневная персистирующая головная боль (Newdaily-persistentheadache, NDPH)

[Сомнительные случаи]:

1. Возможная первичная кашлевая головная боль

2. Первичная головная боль, возможно связанная с физическим напряжением

3. Первичная головная боль, возможно связанная с сексуальной активностью

4. Первичная головная боль, возможно связанная с воздействием холодовых стимулов:
1. Головная боль, возможно связанная с воздействием внешних холодовых стимулов
2. Головная боль, возможно связанная с приемом внутрь или вдыханием холодовых стимулов

5. Головная боль, возможно связанная с внешним давлением
1. Головная боль, возможно связанная с внешним сдавлением
2. Головная боль, возможно связанная с внешним натяжением

6. Возможная первичная колющая головная боль

7. Возможная монетовидная головная боль

8. Возможная гипническая головная боль

9. Возможная новая ежедневная персистирующая головная боль

### II. Вторичные головные боли

#### 1. Головная боль, связанная с травмой головы и/или шеи
1. Острая головная боль, связанная с травмой головы
1. с умеренной или тяжёлой травмой головы
2. с легкой травмой головы

2. Персистирующая головная боль, связанная с травмой головы
1. с умеренной или тяжёлой травмой головы
2. связанная с легкой травмой головы

3. Острая головная боль, связанная с хлыстовой травмой

4. Персистирующая головная боль, связанная с хлыстовой травмой

5. Острая головная боль, связанная с краниотомией

6. Персистирующая головная боль, связанная с краниотомией

#### 2. Головная боль, связанная с поражением сосудов головы и/или шеи
1. Головная боль, связанная с ишемическим инсультом или транзиторной ишемической атакой:

1.1. Головная боль, связанная с ишемическим инсультом (церебральным инфарктом):
1. Острая головная боль, связанная с ишемическим инсультом (церебральным инфарктом)
2. Персистирующая головная боль, связанная с ранее перенесенным ишемическим инсультом (церебральным инфарктом)

1.2. Головная боль, связанная с транзиторной ишемической атакой (ТИА)

2. Головная боль, связанная с нетравматическим внутричерепным кровоизлиянием:

2.1 Острая головная боль, связанная с кровоизлиянием:
1. нетравматическим внутримозговым
2. субарахноидальным (САК)
3. нетравматическим острым субдуральным

2.2 Персистирующая головная боль, связанная с ранее перенесенным нетравматическим внутричерепным кровоизлиянием:
1. внутримозговым
2. субарахноидальным
3. острым субдуральным

3. Головная боль, связанная с неразорвавшейся сосудистой мальформацией:
1. Головная боль, связанная с неразорвавшейся мешотчатой аневризмой
2. Головная боль, связанная с артериовенозной мальформацией (АВМ)
3. Головная боль, связанная с дуральной артериовенозной фистулой
4. Головная боль, связанная с кавернозной ангиомой
5. Головная боль, связанная с энцефалотригеминальным или лептоменингеальным ангиоматозом (синдром Штурге-Вебера)

4. Головные боли, связанные с артериитами:
1. Головная боль, связанная с гигантоклеточным артериитом
2. Головная боль, связанная с первичным ангиитом центральной нервной системы (ПАЦНС)
3. Головная боль, связанная с вторичным ангиитом центральной нервной системы (ВАЦНС)

5. Головная боль, связанная с патологией шейных сонных или позвоночных артерий:
5.1. Головная, лицевая боль или боль в шее, связанная с расслоением шейных сонных или позвоночных артерий
1. Острая головная, лицевая боль или боль в шее, связанная с расслоением шейных сонных или позвоночных артерий
2. Персистирующая головная, лицевая боль или боль в шее, связанная с ранее перенесенным расслоением сонных или позвоночных артерий на шейном уровне

5.2. Головная боль после каротидной эндартерэктомии

5.3. Головная боль, связанная с ангиопластикой сонных или позвоночных артерий

6. Головная боль, связанная с поражением внутричерепных вен:
1. Головная боль, связанная с церебральным венозным тромбозом (ЦВТ)
2. Головная боль, связанная со стентированием внутричерепных венозных синусов

7. Головная боль, связанная с другими острыми внутричерепными артериальными расстройствами

7.1. Головная боль, связанная с внутричерепными эндартериальными вмешательствами

7.2. Головная боль, связанная с ангиографией

7.3. Головная боль, связанная с синдромом обратимой церебральной вазоконстрикции (СОЦВ)
1. Острая головная боль, связанная с синдромом обратимой церебральной вазоконстрикции (СОЦВ)
2. Острая головная боль, возможно связанная с синдромом обратимой церебральной вазоконстрикции (СОЦВ)
3. Персистирующая головная боль, связанная с ранее перенесенным синдромом обратимой церебральной вазоконстрикции (СОЦВ)

7.4. Головная боль, связанная с расслоением внутричерепных артерий

8. Головная боль и (или) мигренеподобная аура, связанные с хронической внутричерепной васкулопатией:
1. Головная боль, связанная с церебральной аутосомно-доминантной артериопатией с подкорковыми инфарктами и лейкоэнцефалопатией (англ. Cerebral Autosomal Dominant Arteriopathy with Subcortical Infarcts and Leukoencephalopathy (CADASIL))
2. Головная боль, связанная с митохондриальной энцефалопатией с лактоацидозом и инсультоподобными эпизодами (англ. Mitochondrial Encephalopathy, Lactic Acidosis and Stroke-like episodes (MELAS))
3. Головная боль, связанная с ангиопатией моямоя (АММ)
4. Мигренеподобная аура, связанная с церебральной амилоидной ангиопатией
5. Головная боль, связанная с синдромом ретинальной васкулопатии с церебральной лейкоэнцефалопатией и системными проявлениями
6. Головная боль, связанная с другими хроническими внутричерепными васкулопатиями

9. Головная боль, связанная с апоплексией гипофиза

#### 3. Головная боль, связанная с несосудистыми внутричерепными поражениями
1. Головная боль, связанная с повышенным давлением ликвора
2. Головная боль, связанная с идиопатической (доброкачественной) внутричерепной гипертензией
3. Головная боль, связанная с вторичной внутричерепной гипертензией вследствие метаболических, токсических или гормональных причин
4. Головная боль, связанная с внутричерепной гипертензией вследствие хромосомных расстройств
5. Головная боль, связанная с вторичной внутричерепной гипертензией вследствие гидроцефалии
6. Головная боль, связанная с низким давлением ликвора
7. Головная боль после люмбальной пункции
8. Головная боль при ликворной фистуле
9. Головная боль, связанная со спонтанной внутричерепной гипотензией
10. Головные боли, связанные с неинфекционными воспалительными заболеваниями
11. Головная боль, связанная с нейросаркоидозом
12. Головная боль, связанная с асептическим (неинфекционным) менингитом
13. Головная боль, связанная с другими неинфекционными воспалительными заболеваниями
14. Головная боль, связанная с лимфоцитарным гипофизитом
15. Синдром транзиторной головной боли с неврологическими проявлениями и лимфоцитозом ликвора
16. Головная боль, связанная с внутричерепным новообразованием
17. Головная боль, связанная с внутричерепной опухолью
18. Головная боль, связанная с коллоидной кистой третьего желудочка
19. Головная боль, связанная с карциноматозным менингитом
20. Головная боль, связанная с избыточностью или недостаточностью секреторной функции
21. гипоталамуса или гипофиза
22. Головная боль, связанная с интратекальной инъекцией
23. Головная боль, связанная с эпилептическим приступом
24. Головная боль, возникающая во время эпилептического припадка
25. Головная боль, возникающая после эпилептического припадка
26. Головная боль, связанная с мальформацией Арнольда-Киари I типа
27. Головные боли, связанные с другими несосудистыми внутричерепными поражениями

#### 4. Головная боль, связанная с различными веществами или их отменой
1. Головная боль, связанная с острым или длительным воздействием веществ
2. Головная боль, вызванная донорами оксида азота (NO)
3. Немедленная головная боль, вызванная донорами оксида азота (NO)
4. Отсроченная головная боль, вызванная донорами оксида азота (NO)
5. Головная боль, вызванная ингибиторами фосфодиэстеразы (ФДЭ)
6. Головная боль, вызванная угарным газом
7. Головная боль, вызванная алкоголем
8. Немедленная головная боль, вызванная алкоголем
9. Отсроченная головная боль, вызванная алкоголем
10. Головная боль, вызванная кокаином
11. Головная боль, вызванная гистамином
12. Немедленная головная боль, вызванная гистамином
13. Отсроченная головная боль, вызванная гистамином
14. Головная боль, вызванная кальцитонинген-родственным пептидом (CGRP)
15. Немедленная головная боль, вызванная КГРП
16. Отсроченная головная боль, вызванная КГРП
17. Головная боль, связанная с приемом экзогенного прессорного вещества
18. Головная боль, связанная с однократным приемом препарата, не использующегося для лечения головной боли
19. Головная боль, связанная с длительным применением препаратов, не использующихся для лечения головной боли
20. Головная боль, связанная с острым или длительным приемом других веществ
21. Головная боль при избыточном применении лекарственных препаратов (также медикаментозно-индуцированная, или абузусная головная боль)
22. Головная боль при избыточном применении эрготамина
23. Головная боль при избыточном применении триптанов
24. Головная боль при избыточном применении простых анальгетиков
25. Головная боль при избыточном применении парацетамола (ацетаминофена)
26. Головная боль при избыточном применении других нестероидных противовоспалительных препаратов (НПВП)
27. Головная боль при избыточном применении ацетилсалициловой кислоты
28. Головная боль при избыточном применении других нестероидных противовоспалительных препаратов (НПВП)
29. Головная боль при избыточном применении опиатов
30. Головная боль при избыточном применении опиатов
31. МИГБ, связанная с применением нескольких классов препаратов (без четкого превалирования какого-либо одного класса)
32. МИГБ, связанные с неподтвержденным избыточным применением нескольких классов лекарственных препаратов
33. МИГБ, связанная с другими препаратами
34. Головная боль, связанная с отменой препаратов
35. Головная боль при отмене кофеина
36. Головная боль при отмене опиатов
37. Головная боль при отмене эстрогенов
38. Головная боль отмены после длительного приема других веществ

#### 5. Головная боль, связанная с инфекцией
1. Головная боль, связанная с внутричерепной инфекцией
2. Головная боль, связанная с бактериальным менингитом или менингоэнцефалитом
3. Острая головная боль, связанная с бактериальным менингитом или менингоэнцефалитом
4. Хроническая головная боль, связанная с бактериальным менингитом или менингоэнцефалитом
5. Персистирующая головная боль, связанная с перенесенным бактериальным менингитом или менингоэнцефалитом
6. Головная боль, связанная с вирусным менингитом или энцефалитом
7. Головная боль, связанная с вирусным менингитом
8. Головная боль, связанная с вирусным энцефалитом
9. Головная боль, связанная с внутричерепной грибковой или другой паразитарной инфекцией
10. Острая головная боль, связанная с внутричерепной грибковой или другой паразитарной инфекцией
11. Хроническая головная боль, связанная с внутричерепной грибковой или другой паразитарной инфекцией
12. Головная боль, связанная с локализованными инфекциями головного мозга
13. Головные боли, связанные с системными инфекциями
14. Головная боль, связанная с системной бактериальной инфекцией
15. Острая головная боль, связанная с системной бактериальной инфекцией
16. Хроническая головная боль, связанная с системной бактериальной инфекцией
17. Головная боль, связанная с системной вирусной инфекцией
18. Острая головная боль, связанная с системной вирусной инфекцией
19. Хроническая головная боль, связанная с системной вирусной инфекцией
20. Головная боль, связанная с другими системными инфекциями
21. Острая головная боль, связанная с другой системной инфекцией
22. Хроническая головная боль, связанная с другой системной инфекцией

#### 6. Головная боль, связанная с нарушением гомеостаза
1. Головная боль, связанная с гипоксией и/или гиперкапнией
2. Высотная головная боль
3. Головная боль, связанная с перелетом в самолете
4. Головная боль, связанная с погружением на глубину
5. Головная боль, связанная с сонными апноэ
6. Головная боль, связанная с проведением диализа
7. Головная боль, связанная с артериальной гипертензией
8. Головная боль, связанная с феохромоцитомой
9. Головная боль, связанная с гипертоническим кризом без гипертонической энцефалопатии
10. Головная боль, связанная с гипертонической энцефалопатией
11. Головная боль, связанная с преэклампсией или эклампсией
12. Головная боль, связанная с вегетативной дисрефлексией
13. Головная боль, связанная с гипотиреозом
14. Головная боль, связанная с голоданием
15. Кардиальная головная боль
16. Головные боли, связанные с другими нарушениями гомеостаза

#### 7. Головная или лицевая боль, связанная с патологией черепа, шеи, глаз, ушей, носовой полости, пазух, зубов, ротовой полости или других лицевых или шейных структур
1. Головная боль, связанная с патологией костей черепа
2. Головная боль, связанная с патологией в области шеи
3. Цервикогенная головная боль
4. Головная боль, связанная с ретрофарингеальным тендинитом
5. Головная боль, связанная с краниоцервикальной дистонией
6. Головная боль, связанная с патологией глаз
7. Головная боль, связанная с острой открытоугольной глаукомой
8. Головная боль, связанная с нарушениями рефракции
9. Головная боль, связанная с воспалительными заболеваниями глаз
10. Головная боль, связанная с трохлеитом
11. Головная боль, связанная с патологией ушей
12. Головная боль, связанная с патологией носовой полости или параназальных пазух
13. Головная боль, связанная с острым риносинуситом
14. Головная боль, связанная с хроническим или рецидивирующим риносинуситом
15. Головная боль, связанная с патологией зубов
16. Головная боль, связанная с патологией височно-нижнечелюстного сустава (ВНЧС)
17. Головная или лицевая боль, связанная с воспалением шилоподъязычной связки
18. Головная боль, связанная с другими патологическими процессами в области черепа, шеи, глаз, ушей, носа, пазух, зубов, ротовой полости или других структурах черепа и шеи

#### 8. Головная боль, связанная с психическими расстройствами
1. Головная боль, связанная с соматизированными расстройствами
2. Головная боль, связанная с психотическими нарушениями

### III. Краниальные невралгии, другие лицевые боли и другие головные боли

#### 1. Болевые расстройства краниальных нервов и другие лицевые боли
1. Боль, связанная с поражением тройничного нерва
2. Тригеминальная невралгия
3. Классическая тригеминальная невралгия
4. Классическая тригеминальная невралгия пароксизмального течения
5. Классическая тригеминальная невралгия с сопутствующей персистирующей лицевой болью
6. Вторичные тригеминальные невралгии
7. Тригеминальная невралгия, связанная с рассеянным склерозом
8. Тригеминальная невралгия, связанная с объемным процессом
9. Тригеминальная невралгия, связанная с другими расстройствами
10. Идиопатическая тригеминальная невралгия
11. Идиопатическая тригеминальная невралгия пароксизмального течения
12. Идиопатическая тригеминальная невралгия с сопутствующей персистирующей лицевой болью
13. Болевая тригеминальная невропатия
14. Болевая тригеминальная невропатия, связанная с инфекцией herpes zoster
15. Постгерпетическая тригеминальная невропатия
16. Болевая посттравматическая тригеминальная невропатия
17. Болевая тригеминальная невропатия, связанная с другими расстройствами
18. Идиопатическая болевая тригеминальная невропатия
19. Боль, связанная с поражением языкоглоточного нерва
20. Глоссофарингеальная невралгия
21. Классическая невралгия языкоглоточного нерва
22. Вторичная невралгия языкоглоточного нерва
23. Идиопатическая невралгия языкоглоточного нерва
24. Болевая невропатия языкоглоточного нерва
25. Болевая невропатия языкоглоточного нерва с известной причиной
26. Идиопатическая болевая невропатия языкоглоточного нерва
27. Боль, связанная с поражением промежуточного нерва
28. Невралгия промежуточного нерва
29. Классическая невралгия промежуточного нерва
30. Вторичная невралгия промежуточного нерва
31. Идиопатическая невралгия промежуточного нерва
32. Болевая невропатия промежуточного нерва
33. Болевая невропатия промежуточного нерва, связанная с Herpeszoster
34. Постгерпетическая тригеминальная невралгия промежуточного нерва
35. Болевая невропатия промежуточного нерва, связанная с другими расстройствами
36. Идиопатическая болевая невропатия промежуточного нерва
37. Невралгия затылочного нерва
38. Цервиколингвальный синдром (синдром шея-язык)
39. Болевой неврит зрительного нерва
40. Головная боль, связанная с ишемическим параличом зрительного двигательного нерва
41. Синдром Толоса-Ханта
42. Паратригеминальный окулосимпатический синдром (синдром Редера)
43. Рецидивирующая болевая офтальмоплегическая невропатия
44. Синдром пылающего рта
45. Персистирующая идиопатическая лицевая боль
46. Центральная нейропатическая боль
47. Центральная нейропатическая боль, связанная с рассеянным склерозом
48. Центральная боль после инсульта

#### 2. Другие головные боли
1. Неклассифицируемые головные боли
2. Неустановленные головные боли

## Этиология

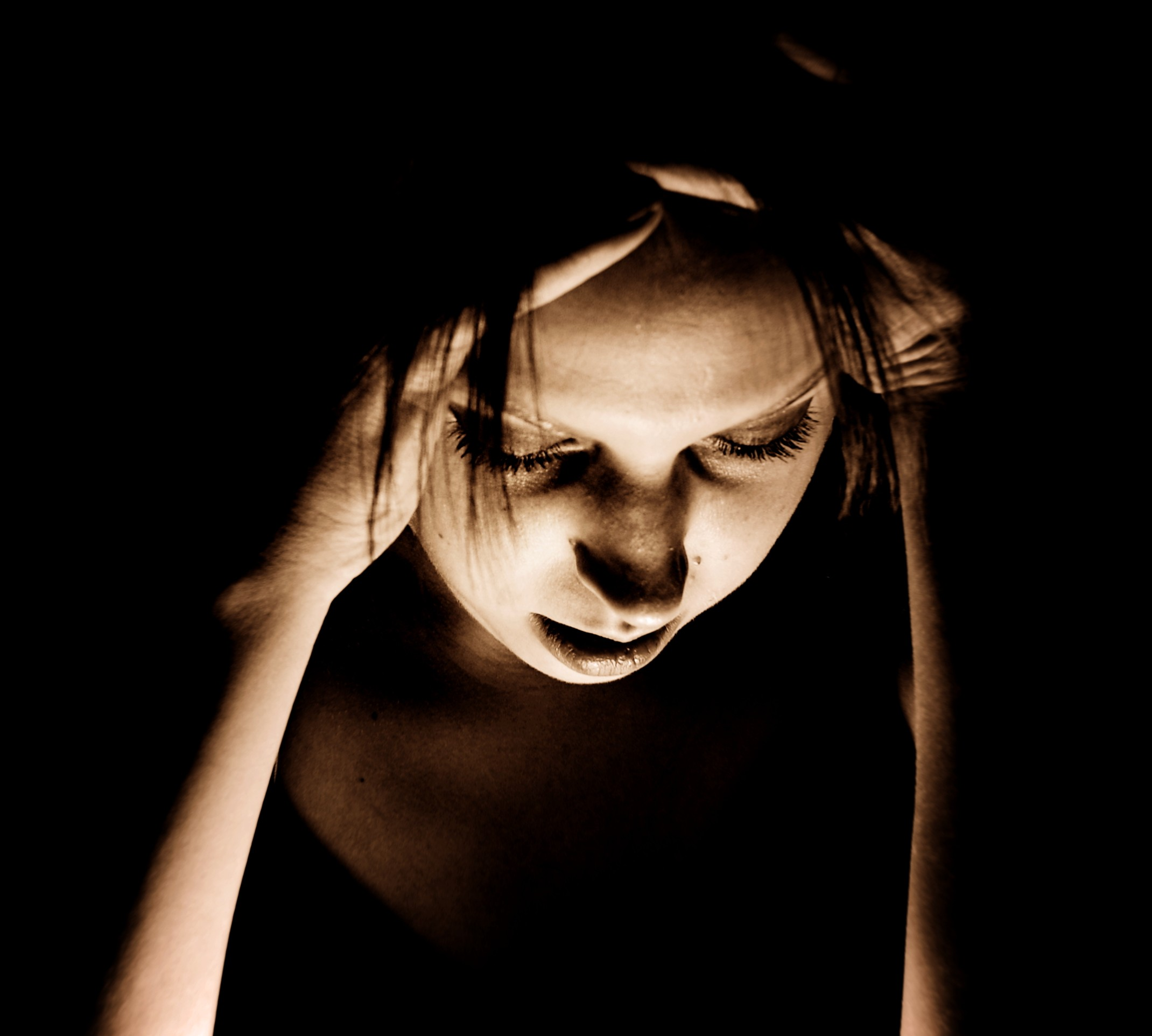
Приступ головной боли

Головные боли делятся на две большие группы: первичные и вторичные. Первичная головная боль не имеет органической причины, а её развитие связано с нарушением чувства формирования боли. Вторичная головная боль являются следствием других заболеваний. Наиболее часты первичные головные боли (95-98 % всех форм).

### Первичные головные боли
Головная боль напряжённого типа и мигрень относятся к наиболее частым формам. Более редки тригеминальные вегетативные цефалгии (например, кластерная головная боль).

### Вторичные головные боли
Вторичные ГБ являются симптоматическими, то есть являются симптомом другого заболевания или состояния.
Некоторые формы вторичных ГБ не представляют опасности (к примеру, цервикогенная ГБ − боль, связанная с патологией шеи). Абузусная головная боль вызвана чрезмерным приемом обезболивающих препаратов от ГБ, что парадоксальным образом приводит к ещё большему усилению ГБ.
Наличие настораживающих симптомов − «красных флагов» (см. раздел Диагностика) может свидетельствовать об опасном характере ГБ и являются основанием для назначения дополнительных исследований.
Громоподобная ГБ может быть единственным симптомом, указывающим на субарахноидальное кровоизлияние (одна из форм инсульта, обычно возникающий вследствие разрыва артериальной аневризмы). ГБ, совмещенная с жаром, может быть следствием менингита, особенно если наблюдается менингеальный синдром (ригидность мышц затылка). Спутанность сознания может быть симптомом энцефалита (воспаление головного мозга, чаще всего вирусной этиологии). Причиной ГБ, усиливающейся при растяжении мышц или изменения положения тела, может быть повышенное внутричерепное давление; обычно такие боли становятся сильнее по утрам, а также сопровождаются рвотой. Повышенное внутричерепное давление может быть вызвано опухолью мозга, идиопатической внутричерепной гипертензией (чаще ей подвержены молодые девушки с лишним весом) и в редких случаях − тромбозом синусов твердой оболочки мозга. ГБ, сопровождающаяся общей слабостью, может свидетельствовать об инсульте (в частности о внутричерепном кровоизлиянии или субдуральной гематоме) или наличии опухоли мозга. ГБ у пожилых людей, в особенности сопровождающаяся нарушением зрения и хроническим вывихом нижней челюсти, может быть признаком гигантоклеточного артериита (происходит воспаление сосудистой стенки, и как следствие − затрудненный кровоток). Отравление оксидом углерода может привести к появлению ГБ, тошноте, рвоте, головокружению, мышечной слабости и нечеткости зрения. Закрытоугольная глаукома (резкое повышение внутриглазного давления) может являться причиной ГБ, в частности болей, локализированных в области глаза, и других симптомов: нарушения зрения, тошноты, рвоты, покраснения глаза и расширение зрачка. Продолжительное использование средств индивидуальной защиты органов дыхания приводит к чрезмерному повышению концентрации углекислого газа во вдыхаемом воздухе, и может вызывать ГБ − вплоть до временной утраты трудоспособности.

## Эпидемиология
По статистике в течение года 90 % людей хотя бы раз испытывают ГБ, а приблизительно у 1 % пациентов, попадающих в отделение интенсивной терапии, головная боль является причиной какого-либо заболевания. В более чем 90 % случаев у больных диагностируют первичные ГБ, наиболее распространенной формой является эпизодическая головная боль напряжения. Также установлено, что женщины в 3 раза чаще страдают от мигреней, чем мужчины. Кроме того, существует взаимосвязь между распространением случаев мигрени среди жителей определенных частей света. В целом, приступам мигрени подвержены от 12 до 18 % населения земли. Кластерная ГБ в свою очередь возникает менее чем у 0,5 % людей. Достаточно сложно установить распространение этого болевого симптома среди жителей разных стран, поскольку кластерную ГБ зачастую принимают за синусовую ГБ. Тем не менее, согласно имеющимся данным, мужчины более подвержены кластерной ГБ − мужчин, страдающих от этой формы цефалгии в 5-8 раз больше, чем женщин с подобным нарушением.

## Патофизиология
ГБ не является болевым ощущением головного мозга как такового, поскольку в нём отсутствуют болевые рецепторы. Человек чувствует головную боль, исходящую из нескольких областей головы и шеи, в которых расположены ноцицепторы (экстракраниальные артерии, вены, краниальные и спинномозговые нервы, мышцы шеи и головы, оболочки мозга).
В большинстве случаев ГБ появляется вследствие напряжения или раздражения болевых рецепторов, локализованных в оболочках мозга или сосудах. Получив возбуждающий стимул, ноцицептор посылает сигнал через нервное волокно до нервных клеток мозга, сообщающий о болевых ощущениях в определенной части тела.
Патофизиологические процессы первичных ГБ сложнее, чем вторичных. Они остаются не до конца изученными, вследствие чего постоянно появляются новые теории. Одна из первых теорий − сосудистая теория Вольфа появилась в середине XX века. Теория, разработанная Гарольдом Вольфом, предполагает, что сужение внутричерепных сосудов вызывает ауру, сопутствующую мигрени. Затем происходит расширение внечерепных кровеносных сосудов, что влечет за собой активацию периваскулярных болевых рецепторов и, как следствие, − головную боль. Сторонники сосудистой теории Вольфа в качестве подтверждения указывали на изменения, происходящие с внечерепными кровеносными сосудами с началом приступа мигрени. Помимо этого, они учитывали и другие факторы, включая положительный эффект, оказываемый доступными в то время сосудорасширяющими и сосудосуживающими средствами на головную боль.
Согласно нейрососудистой теории, мигрень возникает в результате ряда комплексных изменений в сосудах и нервах. Другие исследования подтверждают, что у лиц, подверженных мигрени без головной боли, наблюдается повышенная чувствительность нервных окончаний коры головного мозга, в особенности в затылочной зоне. Люди, страдающие от формы мигрени без головной боли обычно имеют случаи заболевания в семейном анамнезе. Также подобная форма мигрени встречается у женщин в период гормональных изменений, женщин, принимающих противозачаточные таблетки или проходящих курс гормонозаместительной терапии.

## Диагностика
Диагноз ГБ устанавливается по результату расспроса и осмотра невролога, если симптомы соответствуют критериям МКГБ-3. Первичные ГБ обычно не требуют дополнительных исследований. В сомнительных случаях, при неполном соответствии критериям первичной ГБ, при подозрении на вторичную ГБ, при наличии «красных флагов» или по настоянию пациента назначаются дополнительные исследования. Иногда для уточнения типа головной боли требуется повторные консультации невролога, ведение дневника головной боли.

### Перечень настораживающих симптомов у пациентов с головной болью («сигналы опасности», «красные флаги»)[21]
1. головная боль, впервые возникшая после 50 лет, или головная боль, изменившая свое течение,
2. «громоподобная» (нарастающая до 10 баллов по ВАШ за 1-2 секунды),
3. строго односторонняя,
4. прогрессивно ухудшающаяся без ремиссий,
5. внезапно возникшая, необычная для пациента,
6. атипичная мигренозная аура (с необычными зрительными, сенсорными или двигательными нарушениями и / или продолжительностью >1 часа),
7. изменение в сознании (оглушенность, спутанность, потеря памяти),
8. психические нарушения,
9. очаговые неврологические знаки,
10. симптомы системного заболевания (повышение температуры тела, кожная сыпь, ригидность шеи, артралгии, миалгии),
11. признаки внутричерепной гипертензии (усиление боли при кашле, натуживании, физическом напряжении),
12. отек диска зрительного нерва,
13. ВИЧ-инфекция, онкологическое, эндокринное и другое системное заболевание или недавняя травма головы в анамнезе,
14. дебют головной боли во время беременности или в послеродовом периоде,
15. неэффективность адекватного лечения.

### Критерии диагностики вторичных цефалгий (МКГБ-3)[22]
1. диагностировано заболевание, которое по научным данным может быть причиной головной боли (причинное заболевание),
2. начало головной боли по времени совпадает с началом причинного заболевания,
3. головная боль ухудшается с ухудшением течения причинного заболевания,
4. головная боль улучшается с улучшением течения причинного заболевания,
5. головная боль имеет характеристики, типичные для причинного заболевания,
6. есть другие свидетельства причинной связи головной боли и причинного заболевания.

### Методы исследования
Для выявления застойных процессов на диске зрительного нерва проводится исследование глазного дна и контрольное измерение артериального давления.
Нейровизуализация (КТ головного мозга без контраста) рекомендована пациентам с неврологической симптоматикой, включающей спутанность сознания, гемипарез, нарушение размера зрачков и др., а также — пациентам с внезапным приступом сильной головной боли и ВИЧ-положительным больным. КТ головного мозга может быть рекомендовано лицам старше 50 лет.
В некоторых случаях показана люмбальная пункция для исследования спинномозговой жидкости.

### Психические отклонения
ГБ следует дифференцировать от сенестопатии при психических заболеваниях (чаще шизофрении), когда пациенты жалуются на вычурные ощущения «переливания внутри мозга», «скручивания», «прокалывания», «жжения в голове». При этом психическое заболевание не исключает наличие ГБ, что может представлять значительную диагностическую трудность.

### Устаревшие методы
Диагностика головной боли с помощью электроэнцефалограммы не эффективна.

### Дифдиагностика распространённых форм ГБ
| Дифференциальная диагностика головной боли         | Дифференциальная диагностика головной боли                   | Дифференциальная диагностика головной боли                                        | Дифференциальная диагностика головной боли                                     |
| Головная боль напряжения                           | Новая ежедневная персистирующая головная боль                | Кластерная головная боль                                                          | Мигрень                                                                        |
| -------------------------------------------------- | ------------------------------------------------------------ | --------------------------------------------------------------------------------- | ------------------------------------------------------------------------------ |
| от легких до умеренно тупых болей или ноющие болей |                                                              | сильные боли                                                                      | от умеренных до сильных болей                                                  |
| продолжается от 30 минут до нескольких часов       | продолжается до 4 часов в день                               | продолжается от 30 минут до 3 часов                                               | продолжается от 4 часов до 3 дней                                              |
|                                                    | характерна 15 дней в месяц на протяжении нескольких месяцев  | может происходить несколько раз в день в течение нескольких месяцев               | периодическое возникновение: от нескольких раз в месяц до нескольких раз в год |
| напряженная, давящая боль на всю голову            | локализуется на одной или двух сторонах головы               | локализуется на одной стороне головы, фокусируется на глазах или висках           | локализуется на одной или двух сторонах головы                                 |
|                                                    | постоянная боль                                              | острая или колющая боль                                                           | пульсирующая боль                                                              |
| отсутствие тошноты или рвоты                       |                                                              |                                                                                   | тошнота, рвота, возможна аура                                                  |
| нет ауры                                           | нет ауры                                                     |                                                                                   | имеется аура                                                                   |
| свето- и шумочувствительность                      |                                                              | может быть насморк, слезы, а также опущение верхнего века (часто с одной стороны) | чувствительность к свету, шуму, движению                                       |
|                                                    | усугубляется регулярным использованием парацетамола или НПВП |                                                                                   | может наблюдаться одновременно с ГБН                                           |

## Лечение головной боли

### Обезболивание
Для предотвращения боли используются обезболивающие, чаще всего из группы НПВП, парацетамол или триптаны при мигрени. В большинстве случаев не допускается применение обезболивающих других фармакологических групп, а также частый приём обезболивающих (например, более 3 дней в неделю для монопрепаратов, и более 2 дней в неделю при использовании комбинированных анальгетиков или триптанов), поскольку это может привести к нежелательным эффектам, таким как развитие лекарственной головной боли, повреждение органов, кровотечения, лекарственная зависимость.

### Профилактика
Цель профилактики — контроль над приступами (уменьшение частоты, интенсивности и продолжительности боли). Предполагается регулярный длительный приём лекарства, независимо от наличия текущей головной боли. Ряд средств назначают в небольших дозах, постепенно увеличивая до наступления терапевтического эффекта или до появления побочных эффектов. Используются трициклические антидепрессанты, противоэпилептические препараты, моноклональные антитела, ботулинический токсин, СИОЗС, препараты магния и т.д. Для профилактики первичных головных болей крайне важна модификация образа жизни.

### Сомнительные методы
С целью лечения головной боли часто назначаются препараты с недоказанной эффективностью (например, ноотропы, нейропротекторы). Только лекарства, успешно прошедшие клинические испытания (рандомизированное двойное слепое исследование с плацебо-контролем или активным контролем), могут быть использованы в курсе превентивного лечения хронических головных болей. Акупунктура: по результатам клинических исследований, в ходе которых сравнивали воздействие настоящих и мнимых методов акупунктуры, было установлено, что положительный эффект иглоукалывания при лечении головных болей возможно является лишь эффектом плацебо. Хирургическое вмешательство: группа пластических хирургов из University Hospitals Case Medical Center (Кливленд, США) около десяти лет работала над гипотезой о том, что в некоторых случаях причиной периодических головных болей и мигреней является раздражение тройничного нерва, вызываемое спазмом мышц вокруг него. Опубликованы результаты исследований, подтверждающие ослабление или исчезновение мигрени при инъекции ботокса и хирургическом удалении соответствующих мышц. Однако международные инструкции не рекомендуют хирургическое лечение первичных головных болей.

## Головная боль у детей
ГБ часто возникают в детский или подростковый период. Дети подвержены тем же формам ГБ, что и взрослые, однако их симптоматика может отличаться. Так, 20 % взрослых людей утверждают, что их ГБ начались в возрасте до 10 лет, а 50 % опрошенных говорят о возникновении ГБ в возрасте до 20 лет. Уровень заболеваемости ГБ остается стабильным. Согласно одному исследованию, 56 % мальчиков и 74 % девочек в возрасте от 12 до 17 лет за последние несколько месяцев испытывали ГБ.
Возникновение ГБ у детей связано с одним или несколькими факторами. Возможными факторами являются: генетическая предрасположенность (в особенности в случае мигрени); травма головы вследствие падения; сопутствующая болезнь или инфекция, к примеру, когда наблюдаются симптомы ушной или синусовой инфекции (простуда или грипп); внешние факторы (изменение погоды, эмоционального состояния: стресс, беспокойство, депрессия); пища и напитки, кофеин, пищевые добавки; изменение режима сна или режима дня; громкие звуки. Кроме того, сильная физическая нагрузка или нахождение на солнце также могут спровоцировать приступ мигрени. Иногда причиной периодических ГБ у подростков могут быть брекеты или ортодонтические лицевые дуги, которые оказывают постоянное давление в области челюсти, а также тесные головные уборы.
Если ГБ сопровождается такими симптомами, как расстройство речи, мышечная слабость, потеря зрения, то вероятно наличие опасного заболевания (гидроцефалии, менингита, энцефалита, абсцесса, кровотечения, опухоли, тромб или травмы головы). В таком случае диагностика может включать КТ или МРТ, что позволяет выявить возможные структурные нарушения в центральной нервной системе ребёнка.
Существует ряд профилактических мер, направленных на предупреждение первичной ГБ. К примеру такие, как: соблюдать питьевой режим; не злоупотреблять напитками с кофеином; соблюдать режим сна; придерживаться сбалансированного рациона питания; адекватные физические нагрузки; избегать эмоционального стресса.